# 32809 Sommerfeld
32809 Sommerfeld este un asteroid din centura principală de asteroizi.

## Descriere
32809 Sommerfeld este un asteroid din centura principală de asteroizi. A fost descoperit pe 10 octombrie 1990 la Tautenburg de Freimut Börngen și Lutz Dieter Schmadel. Asteroidul prezintă o orbită caracterizată de o semiaxă mare de 2,99 ua, o excentricitate de 0,09 și o înclinație de 8,4° în raport cu ecliptica.